# Misie sui iuris Kalumburu
Misie sui iuris Kalumburu byla misie římskokatolické církve, nacházející se v Austrálii.

## Historie
Dne 4. května 1910 byla dekretem Ad fluvium Drisdale-River Kongregace pro evangelizaci národů z části území apoštolského vikariátu Kimberley v Západní Austrálii vytvořena misie Drisdale River.
Roku 1971 byla přejmenována na Kalumburu.
Roku 1980 byla misie zrušena a její území bylo začleněno do diecéze Broome.

## Seznam církevních superiorů
- Fulgentius Torres, O.S.B. (1910-1914)
  - Anselmo Federico Catalán, O.S.B. (1915-1951) apoštolský administrátor
  - Gregory Gomez, O.S.B. (1951-1971) apoštolský administrátor
- Bernard Rooney, O.S.B. (1971-1980)